# Ballonsegel

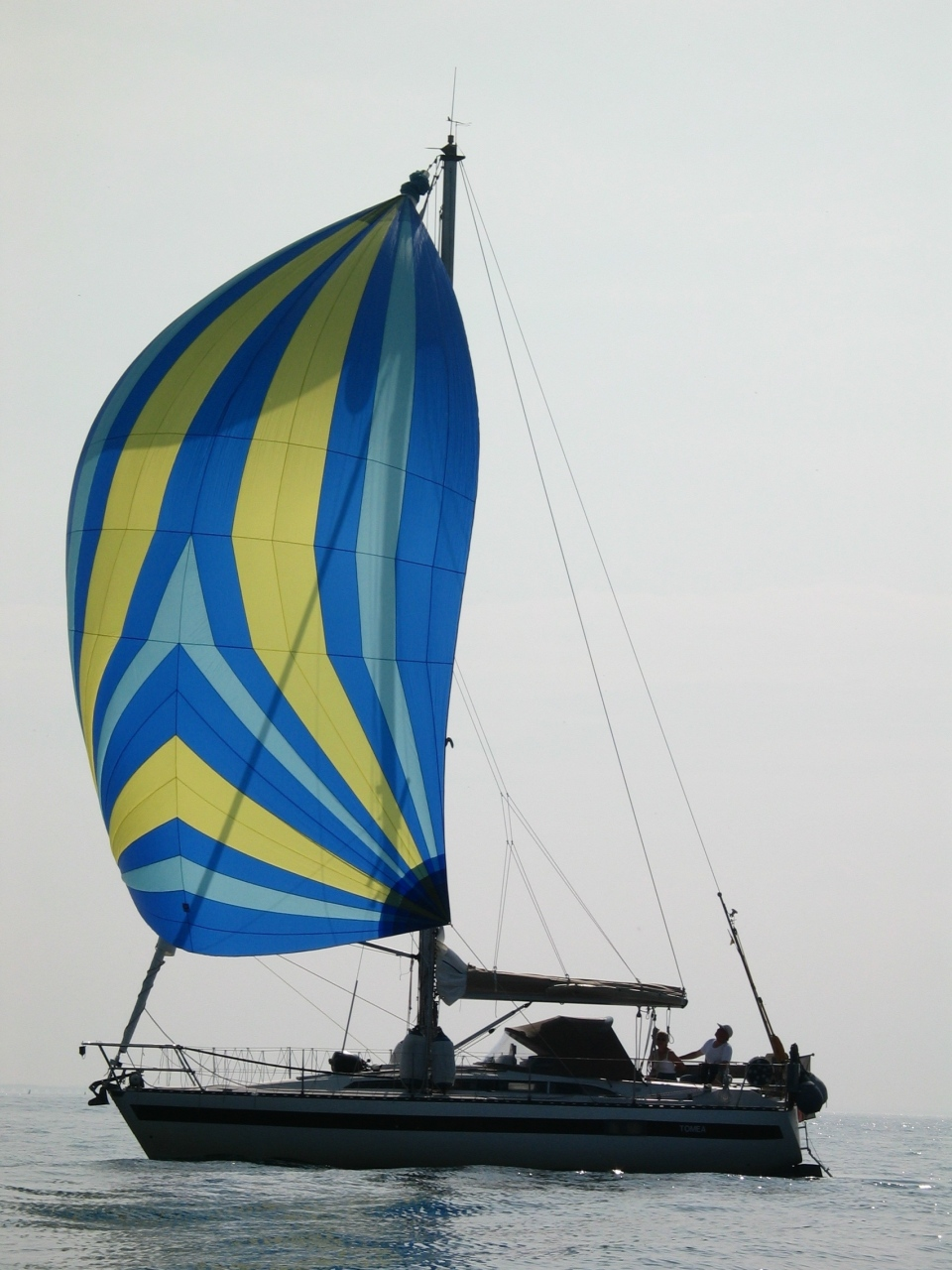
Ein Spinnaker ist ein Beispiel für ein Ballonsegel.

Der Begriff Ballonsegel ist beim Segeln ein Oberbegriff für verschiedene bauchig geschnittene Vorsegel. Üblicherweise werden solche Segel vor allem auf Raumschotskursen (mit Wind schräg von hinten) eingesetzt, wobei das Segel wie ein Ballon vor dem Schiff steht. Beispiele für Ballonsegel sind Reacher, Gennaker, Blister und Spinnaker. Sie unterscheiden sich vor allem darin, wie stark bauchig sie geschnitten sind und wie hoch am Wind sie eingesetzt werden können.